# TSV Oberhaching-Deisenhofen
Der Turn- u. Sportverein Oberhaching/Deisenhofen e. V. ist ein Mehrspartensportverein aus Oberhaching.

## Geschichte des Gesamtvereins
Von 1912 bis 1933 bestand der Vorgängerverein TV Oberhaching. 1951 wurde die Gründungsveranstaltung des TSV Oberhaching-Deisenhofen abgehalten, die Einrichtung des neuen Vereins war mit dem Eintrag ins Vereinsregister im Jahr 1952 abgeschlossen. 1984 erreichte der Verein die Marke von 1000 Mitgliedern, 1996 wurde das 2000. Mitglied begrüßt, 2001 knackte man die Marke von 2500 Mitgliedern. Im Jahr 2015 zählte der TSV Oberhaching-Deisenhofen rund 3200 Mitglieder.

### Basketball
Aushängeschild der Basketballabteilung ist die Herrenmannschaft. Unter Trainer Goran Culum stieg man von der Oberliga bis in die 1. Regionalliga auf. 2011 trat Mišel Lazarević anstelle von Culum das Traineramt an. Unter seiner Leitung spielte die Mannschaft in der Saison 2012/13 um den Meistertitel in der 1. Regionalliga Südost mit, verpasste diesen als Tabellenzweiter jedoch knapp. Bis 2016 wurde die Truppe drei Jahre lang vom ehemaligen Nationalspieler Robert Maras in der 1. Regionalliga Südost betreut. Sein Nachfolger wurde Mario Matić. Unter Matić wurde man 2018 Vizemeister und 2019 Meister der 1. Regionalliga Südost. Der Gewinn des Meistertitels wurde von der Zeitung Merkur als der größte Basketballerfolg in der Vereinsgeschichte des TSV Oberhaching-Deisenhofen bezeichnet. Bester Korbschütze der Meistermannschaft war Moritz Wohlers mit 14,5 Punkten pro Begegnung, weitere Leistungsträger waren der US-Amerikaner John Boyer, der Serbe Miljan Grujic sowie Janosch Kögler, Ognjen Zoric und Christian Hustert. Um den sportlich erreichten Aufstieg in die 2. Bundesliga ProB wahrnehmen zu können, musste der Verein mehrere organisatorische Hürden überwinden: So wurde unter anderem die bisherige Heimspielstätte am Kyberg verlassen, um die Partien künftig in der Sporthalle an der Schulstraße in Deisenhofen auszutragen. Im Mai 2019 wurde dem TSV Oberhaching-Deisenhofen unter Auflagen die Teilnahmeberechtigung für die ProB erteilt. Auch nach dem Aufstieg in die dritthöchste deutsche Spielklasse plante der Verein eigenen Angaben nach, ohne Profispieler auszukommen. Die wegen der Ausbreitung des Coronavirus SARS-CoV-2 Mitte März 2020 vorzeitig beendete Saison 2019/20 schloss die Mannschaft als Tabellenvorletzter der ProB-Südstaffel ab. Seitens der Liga wurde aber entschieden, dass es aufgrund der verkürzten Saison keine Absteiger geben würde. Den besten Punkteschnitt der Mannschaft wies der im Laufe der Saison gekommene US-Amerikaner mit deutschem Pass, Omari Knox, (14,9 Punkte/Spiel) auf, gefolgt von Moritz Wohlers mit 14,3. In den Spieljahren 2021/22 und 2022/23 erreichte die Mannschaft jeweils das Achtelfinale in der 2. Bundesliga ProB.

#### Trainer der Basketballherrenmannschaft
| Amtszeit  | Trainer         |
| --------- | --------------- |
| bis 2011  | Goran Culum     |
| 2011–2013 | Mišel Lazarević |
| 2013–2016 | Robert Maras    |
| seit 2016 | Mario Matić     |